# Nótt

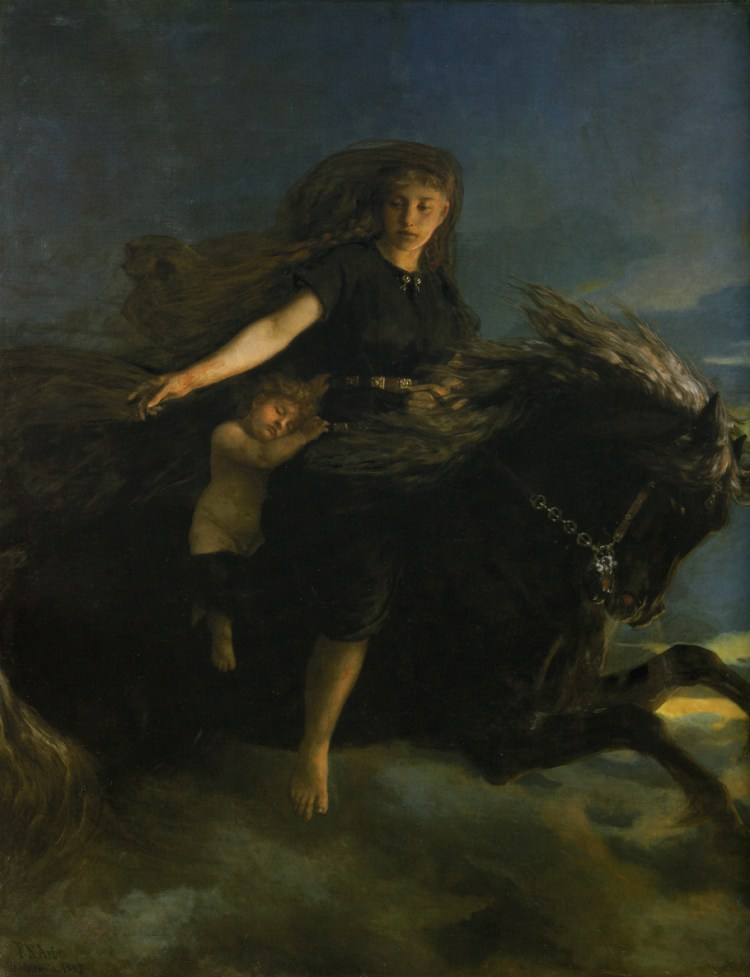
Nótt che cavalca Hrímfaxi in un dipinto di Peter Nicolai Arbo.

Nótt è una divinità della mitologia norrena, più esattamente era la personificazione della notte.
Figlia del gigante Nörfi (o Narfi o ancora Nörr), si sposò con Naglfari ("oscurante") ed ebbero come figlio Auðr ("spazio"), poi ella fu data ad un altro che si chiamava Annarr ("secondo") ed ebbe come figlia Jörðr ("la terra"). Infine si sposò con Dellingr ("giorno di primavera"), che apparteneva agli Æsir e generò Dagr ("il giorno") che era luminoso e bello come il padre.
Così viene citata nel Gylfaginning, il primo capitolo dell'Edda in prosa di Snorri Sturluson al canto 10:
(Snorri Sturluson - Edda in prosa - Gylfaginning X)
Mentre nel poema eddico Vafþrúðnismál, 25:
"Dellingr heitir,

hann er Dags faðir,

en Nótt var Nörvi borin;

ný ok nið

skópo nýt regin

öldom at ártali."»
"Dellingr si chiama

colui che fu il padre di Dagr,

e Nótt da Nörfi nacque;

le fasi lunari

crearono gli dèi propizi

per segnare agli uomini il tempo."»
(Edda poetica - Vafþrúðnismál - Il discorso di Vafþrúðnir XXV)